# Mortara
Mortara es una localidad italiana de la provincia de Pavía, región de Lombardía, se extiende por un área de 52km²,  con 15.572 habitantes. Su término municipal está rodeado por Albonese, Castello d'Agogna, Ceretto Lomellina, Cergnago, Gambolò, Nicorvo, Olevano di Lomellina, Parona, Tromello, Vigevano.
Hoy Mortara es un centro agrícola e industrial, pero su fama viene dada por sus productos gastronómicos, las especialidades culinarias de la oca: el salami, el jamón y el paté de hígado.

## Historia
Villa perteneciente al Ducado de Milán, en 1614 el rey Felipe III de España, la concedió a Rodrigo de Orozco. Fue tomada por las tropas franco-modenesas comandadas por Francisco I de Este en agosto de 1658. Devuelta a España, mediante el Tratado de los Pirineos un año después. En 1706 sería ocupada por las tropas del Ducado de Saboya, tras su victoria en el sitio de Turín.

## Evolución demográfica
| Gráfica de evolución demográfica de Mortara entre 1861 y 2001 |
|                                                               |
| Fuente ISTAT - elaboración gráfica de Wikipedia               |